# Alfons I. Asturijski
Alfons I. Asturijski, zvani i Katolički, bio je kralj Asturije od 739. godine do njegove smrti 757.
Bio je sin vojvode Petra Kantabrijskog. Na asturijskom prijestolju naslijedio je Favilu, sina Don Pelaya, osnivača asturijskog kraljevstva. Vladao je sve do svoje smrti, a naslijedio ga je njegov najstariji sin Fruela I.